# The Cost of Living
The Cost of Living è un E.P. del gruppo punk inglese The Clash, pubblicato nel 1979. Questo EP contiene la cover di I Fought the Law, pezzo che il gruppo eseguirà spesso dal vivo durante il resto della sua storia.
Capital Radio One venne nuovamente registrata, dato che le copie dell'originale Capital Radio E.P. si erano esaurite ed essendo diventate rare venivano vendute a prezzi alti. La nuova registrazione prese il titolo di Capital Radio Two. Questa nuova versione del brano è più lunga rispetto all'originale, principalmente per la prolungata parte finale.

## Tracce
Lato A
1. I Fought the Law (S. Curtis) — 2:41
2. Groovy Times[1] (Strummer, Jones) — 3:31

Lato B
1. Gates of the West[2] (Strummer, Jones) — 3:27
2. Capital Radio Two (Strummer, Jones) — 3:20
3. Cost of Living Advert (solo sulla versione giapponese dell'EP) — 0:46

## Formazione
- Topper Headon —— batteria, percussioni
- Mick Jones —— chitarra solista, voce
- Paul Simonon —— basso, voce
- Joe Strummer —— voce, chitarra ritmica